# Itazura na Kiss
Itazura na Kiss (イタズラなKiss? lett. "Bacio malizioso") è un manga shōjo scritto e disegnato da Kaoru Tada. Esso ha iniziato ad essere pubblicato nel 1991 dalla Shūeisha nella rivista Deluxe Margaret. Ha ottenuto presto un notevole successo, ed è proprio grazie a questa serie che l'autrice ha iniziato ad esser conosciuta ed apprezzata in madrepatria. Nonostante il successo, il manga è rimasto incompleto a causa della prematura morte della sua autrice. La serie ha continuato ad essere pubblicata, grazie al permesso del marito dell'artista.
Tra il 2005 e il 2006 è stata pubblicata una serie in CD e nel 2008 è stata prodotta una trasposizione animata composta da 25 episodi. In un'intervista l'ultimo marito dell'autrice, Shigeru Nishikawa, ha rivelato che il finale che la Tada aveva pensato per il manga sarebbe stato concettualizzato per la prima volta nella serie animata; La sceneggiatura è stata difatti scritta secondo la trama del manga e segue abbastanza fedelmente il finale preimpostato dall'autrice.
Il 27 gennaio 2009, la Digital Manga Publishing ha indetto una conferenza stampa per annunciare di aver acquisiti i diritti per pubblicare Itazura na Kiss in inglese. La serie sarà pubblicata in 12 volumetti onnicomprensivi; i primi due sono programmati per novembre 2009 e marzo 2010.
La popolarità sempre crescente del manga ha garantito ben quattro trasposizioni in serie televisive live action dorama: una prima nel 1996 trasmessa in Giappone in nove puntate e con lo stesso titolo Itazura na Kiss; una nel 2005 prodotta a Taiwan intitolata E zuo ju zhi wen, quest'ultima presenta anche un sequel andato in onda nel 2007 dal titolo They Kiss Again; una coreana del 2010 dal titolo Jangnanseureon kiss; infine una seconda giapponese intitolata Itazura na Kiss - Love in Tokyo.

## Trama
La storia racconta la complicata relazione tra due ragazzi: una studentessa delle scuole superiori di nome Kotoko trova il coraggio di dichiararsi ad uno studente coetaneo di nome Naoki, confessandogli di averlo amato sin dal primo giorno in cui l'ha visto a scuola. Purtroppo Naoki, un bel ragazzo arrogante freddo come il ghiaccio con talenti sia sportivi che intellettuali, rifiuta sprezzantemente alla presenza di molti compagni.
Per un caso imprevisto prodotto dal fato però, quello stesso pomeriggio l'abitazione della famiglia di Kotoko crolla a causa d'un terremoto. In attesa che l'opera di ristrutturazione dell'edificio venga conclusa, Kotoko e suo padre vengono generosamente ospitati da un caro amico d'infanzia dell'uomo il cui figlio maggiore è proprio Naoki. Da quel momento in poi i due ragazzi vivranno sotto lo stesso tetto.
Per fortuna di cose Kotoko troverà immediatamente il sostegno incondizionato e la considerazione della madre di Naoki. In seguito, anche se Naoki si nasconda dietro l'apparenza d'un cuore freddo e sembri esser del tutto insensibile al fascino femminile, il suo amore si rivelerà sotto forma d'un "bacio giocoso" mentre lei giace addormentata.

## Personaggi

### Principali

Kotoko e Naoki il giorno del matrimonio

- Kotoko Aihara (相原 琴子 Aihara Kotoko; doppiatrice nell'anime e nella serie CD: Nana Mizuki; attrice nella serie televisiva: Aiko Sato) - È innamorata del bellissimo e super-intelligente Naoki Irie sin dal loro primo anno di scuola superiore; ella, infatti, dopo aver sentito il suo discorso alla cerimonia di apertura dell'anno scolastico, nella sua veste di rappresentante degli studenti, se ne invaghisce completamente.

Due anni dopo, credendo di avere qualche possibilità, decide di consegnare una lettera d'amore al ragazzo che però la rifiuta in malo modo.
Dopo la distruzione della sua casa per un terremoto, lei e suo padre si trasferiscono a casa Irie, a causa dell'amicizia profonda che lega i padri dei due ragazzi. Risultato di questa convivenza forzata, Kotoko riesce a vincere la ritrosia che ha nei confronti di Naoki; la sua perseveranza e determinazione piena di zelo nei suoi confronti sarà premiata. Alla fine verrà rivelato che anche Naoki è innamorato di Kotoko.
Kotoko frequenta la Sezione F (la più bassa di livello), quella dei peggiori studenti; e rimarrà lì per tutto il periodo degli studi (con la prospettiva d'entrar in un dipartimento di stato molto basso all'università). Tuttavia ha una gran forza d'animo ed è molto impulsiva, il che solitamente la porta a mettersi nei guai ed ha bisogno d'essere salvata da più che imbarazzanti situazioni proprio grazie a Naoki.
Quando Naoki sceglierà di specializzarsi in chirurgia (dopo il ritorno dalla loro luna di miele alle Hawaii) deciderà di diventar infermiera al fine da poter sempre lavorare al fianco del suo amato.
- Naoki Irie (入江 直樹 Irie Naoki; doppiatore nella serie CD: Daisuke Namikawa; doppiatore nell'anime: Daisuke Hirakawa; attore nella serie televisiva: Takashi Kashiwabara) - Risulta esser sempre il miglior studente dell'anno nella classifica nazionale (è il più bravo in tutti gli esami grazie al suo QI pari a 200) e qualunque cosa faccia finisce per farla alla perfezione, unico ed impareggiabile. È anche un bravo cuoco, oltre che un abilissimo tennista. All'inizio sembra non aver alcun vero obiettivo nella vita, essendo naturalmente destinato a continuar il lavoro del padre in azienda; ma in seguito decide di diventare un medico, grazie anche e soprattutto all'incoraggiamento ed ai buoni consigli ricevuti da Kotoko.

Ha un carattere in apparenza freddo e distante, quasi indifferente, impassibile di fronte a qualsiasi cosa: ma, sempre grazie a Kotoko, diventerà più solare e socievole, iniziando sempre più a provar sentimenti di protezione verso di lei. Da quando Kotoko è andata a vivere a casa sua, la sua esistenza quotidiana è stata letteralmente stravolta (ma, in definitiva, in meglio...)
Non mostra apertamente i suoi sentimenti fino a quando non scopre che Kinnosuke ha chiesto ufficialmente a Shigeo la mano della figlia. Crescendo Naoki impara che provare sentimenti e mostrarli apertamente alle persone che ama è giusto. L'amore che prova per Kotoko diventa sempre più forte  e lui capisce che lei è ciò di cui ha bisogno per essere se stesso. Il freddo e infallibile Naoki si trasforma in un marito affettuoso e in un padre amorevole scoprendo sentimenti come la tristezza e la gelosia, accettandoli e apprezzando che le debolezze e i sentimenti rendono speciale ed unico l'essere umano.

### La famiglia
- Kotomi Irie (doppiatore nell'anime: Tomoko Kaneda) - Figlia di Naoki e Kotoko. Nasce nell'episodio 24 dell'anime ma non appare nel manga. Eredita il bell'aspetto e l'intelligenza di Naoki e la forte personalità di Kotoko: tende in ogni situazione a competere con la madre per aver l'attenzione del padre (riuscendoci anche, la maggior parte delle volte). Ha un forte complesso paterno.
- Yuuki Irie (入江 裕樹 Irie Yuki; doppiatore nella serie CD: Mayumi Tanaka; doppiatore nell'anime: Romi Park; attore nella serie televisiva: Ryotaro Akashi) - 9 anni, è il fratello minore di Naoki. In un primo momento non gli piace affatto Kotoko, ma poi impara sempre più ad accettarla (quando non ad apprezzarla per le sue indubbie qualità d'animo) per quello che è, sebbene tenti di nascondere la sua approvazione anche con se stesso continuando a trattarla male. Comincerà a scriver un "diario d'osservazione di Kotoko".

Ha un forte desiderio di monopolizzar in ogni circostanza l'attenzione di Naoki e cerca d'imitarlo in tutto e per tutto perché lo considera, non a torto, un autentico genio. È stata la prima persona a capire che il fratello era effettivamente innamorato di Kotoko, dopo averlo veduto (nell'episodio 11 dell'anime) baciarla sulle labbra mentre dormiva (lei crederà d'essersi trattato solo d'un bellissimo sogno).
Durante la scuola media inizia a frequentar e ad uscire con Konomi, una ragazza dalla personalità del tutto simile a quella di Kotoko.
Suo obiettivo è, appena sarà cresciuto, d'ereditar l'azienda paterna.
- Machiko Irie (入江 紀子 Noriko nell'anime) (Irie Machiko; doppiatrice nell'anime: Naoko Matsui; attrice nella serie televisiva: Miyoko Asada) - Super-mamma ingenua ed apprensiva. Ha sempre sognato di poter aver anche una figlia e perciò s'affeziona subito a Kotoko trattandola come una di famiglia (non sopporterebbe più di viver senza di lei). Ha la testa sempre piena di progetti e piani un po' contorti, tutta intenta a tramar ed organizzar tattiche per indirizzar il futuro di Naoki, sebbene solo lei pensi che ciò sia giusto e corretto. Tenta anche in continuazione di trovare un'anima gemella che possa esser adatta per lui. Utilizza diversi travestimenti e mimetizzazioni per spiarlo. È fermamente convinta d'esser stata lei ad aver fatto scoccar la scintilla tra il figlio e Kotoko, anzi d'aver avuto un ruolo preponderante in tutta la faccenda. Il suo è un amore sincero, tanto grande fino al punto d'intromettersi nella vita privata del figlio.

Ha una passione irrefrenabile per la fotografia.
- Shigeki Irie (Masaki nella serie televisiva) (入江 重樹 Irie Shigeki; doppiatore nell'anime: Takashi Nagasako; attore nella serie televisiva: Yuu Tokui) - Dirige una compagnia di giocattoli. Ha avuto un attacco di cuore quando Naoki gli ha rivelato di non voler ereditare la dirigenza della compagnia, ma alla fine accetta di buon grado il fatto che suo figlio voglia diventare un medico. È una persona di buon cuore che vuole sopra ogni altra cosa il bene dei figli; dopo l'amorfa impressione che suscita inizialmente, saprà mostrare la gravità del carattere.
- Shigeo Aihara (相原重雄 Aihara Shigeo; doppiatore nell'anime: Bin Shimada; attore nella serie televisiva: Takashi Naitou) - Possiede un ristorante, ed è stato per anni il datore di lavoro nonché insegnante di cucina di Kinnosuke, a cui insegna volentieri tutto quello che sa per farlo diventar un bravo chef. Ha cresciuto Kotoko da solo, fin da quando cioè sua moglie è venuta a mancare diversi anni prima.
- Chibi (Tiny) (小小) - Il cane di famiglia. Nel manga viene donato a Yuki come regalo da un suo compagno di classe: mentre nell'anime appartiene a Sudou-senpai e fa il cane da guardia della villa.

#### Personaggi femminili
- Jinko (小森 純子) - Una delle migliori amiche di Kotoko. È un maschiaccio ed esce con un musicista.
- Satomi (石川 理美) -Un'altra tra le migliori amiche di Kotoko. Si sposa solo dopo essere rimasta incinta, e partorisce una figlia che chiama Kiseki... la quale sembra esser molto legata a Yuuki.
- Reiko Matsumoto (Yuuko nell'anime) (松本 裕子 Matsumoto Reiko; doppiatrice nella serie CD: Akiko Kimura; attrice nella serie televisiva: Maju Ozawa) - Una delle tante spasimanti di Naoki, molto compita e diligente. Prova un vivo interesse per lui sin da prima del college (Machiko non la sopporta proprio), ma decide di lasciar perdere quando vede che Kotoko e Naoki si stanno per sposare. Dopo il diploma inizia a lavorare per una compagnia di software per computer... In seguito sposa Sudou.
- Ayako Matsumoto (松本 綾子 Matsumoto Ayako; doppiatrice nella serie CD: Yu Asakawa) - Sorella minore di Reiko. All'inizio anche a lei piace Naoki, ma in seguito si innamora dell'ammiratore di Kotoko, Takendo.
- Konomi (好美) - Compagna di scuola di Yuuki. Condivide la stessa personalità di Kotoko; entrambe son difatti ingenue e premurose (ma anche gli identici terribili voti a scuola). Le piace Yuuki sin dalla scuola media, ma lui rifiuta categoricamente d'esser suo amico; fortunatamente dopo un po' cambia idea (tramite anche l'aiuto di Kotoko e Naoki) ed il suo cuore finalmente si scioglie.
- Sasuiko - Nipote del vecchio presidente di un'azienda di successo. Viene ad un certo punto organizzato un matrimonio tra lei e Naoki per poter aggiustare i gravi problemi finanziari della compagnia di Shigeiki oramai sull'orlo del fallimento, ma quando la ragazza capisce che Naoki è in verità sempre più innamorato di Kotoko decide di rompere il fidanzamento già previsto. Nell'adattamento in anime tale personaggio non compare.
- Ogura Tomoko (小倉 智子) - Compagna di corso di Kotoko alla scuola per infermiere. Dolce e gentile, adorabile come un angelo. Terrorizzata al solo veder il sangue, il che la rende forse un po' troppo paurosa... non riesce neppur a far le iniezioni.
- Shinagawa Marina (品川真 理奈) - Compagna di corso di Kotoko alla scuola per infermiere. È andata a studiare come infermiera per poter sposare un medico. Alla fine viene coinvolta da Funetsu, sebbene tenti di avvicinarsi anche ad altri ragazzi.
- Christine "Chris" Robbins (克莉斯) - Studentessa straniera in scambio interculturale. Proviene dal Regno Unito ed è andata in Giappone appositamente "in cerca del destino", per trovarsi un fidanzato giapponese. Si innamora di Kinnosuke, e dopo essersi lungamente dedicata a corteggiarlo alla fine riesce a conquistarlo e vincere le difese del suo cuore. Nell'adattamento animato è la figlia di un banchiere, potente investitore coinvolto nella compagnia del padre di Naoki. Sasuiko non appare nell'anime, ed è Chris che prende il suo posto avendo un appuntamento casuale con Naoki. La madre è un'attrice di Hollywood
- Rika - Cugina di Naoki e Yuuki. Si è trasferita in America cinque anni prima. Tornata patria, tenta senza successo di dividere Naoki da Kotoko. Si scopre che è stata proprio lei la ragazza a cui Naoki ha dato il suo primo bacio, sebbene contro la stessa volontà del ragazzo. Il suo personaggio non appare in nessuno degli altri adattamenti.
- Akiko (秋子) - Una paziente disabile assegnata a Keita durante il suo tirocinio. I due finiscono per innamorarsi. Poiché ha perduto la fiducia in se stessa ha smesso di camminare. Tuttavia, dopo un inaspettato spavento procuratole da Kotoko, ricomincia a star in piedi sulle sue gambe.
- Yoshida-san - Una vecchia signora di 80 anni molto esigente, che dà in continuazione problemi alle infermiere; ammira molto la professionalità di Naoki. Di lei si viene a prender cura Kotoko: alla fine, rendendosi conto che la ragazza è una gran lavoratrice e cerca in ogni caso di far del suo meglio, nonostante tutto, le procura quanti meno fastidi possibile.

- Kikyou Motoki (桔梗 幹) (Motoki nell'anime) - Compagna di classe di Kotoko alla scuola per infermieri. È nata biologicamente uomo, ma preferirebbe con tutte le forze esser una ragazza: di tutte le ragazze che Kotoko conosce è quella sicuramente più effeminata. È inoltre la presidente del fanClub dedicato a Naoki. È entrata nel reparto infermieristico per il solo ed unico desiderio di poter un bel giorno indossar il camice bianco ed il cappuccio da infermiera.

#### Personaggi maschili
- Kinnosuke Nakamura (池澤 金之助 Nakamura Kinnosuke; doppiatore nell'anime: Shuuhei Sakaguchi; attore nella serie televisiva: Shinsuke Aoki) - Dal cuore tenero, ha una personalità molto impulsiva: aveva sottoscritto una raccolta fondi scolastica per aiutar la ricostruzione della casa di Kotoko; è apprendista di Shigeo dal momento in cui abbandona gli studi. È il ragazzo a cui Kotoko piace sin dalle scuole superiori, e non rinunzia alla sua passione per lei (ha l'obiettivo di sposarla non appena sarà stato assunto come cuoco in un grande ristorante) fino a che Naoki non gli confessa apertamente che anche lui è molto coinvolto sentimentalmente dalla ragazza. Si dichiara ripetutamente alla ragazza, fino a che lei non gli spiega chiaramente che, pur volendogli bene, per lui lei non prova nulla secondo una sincera amicizia, con grande delusione di lui. L'anno successivo incontra Christine e la sposa; sebbene la sua dedizione ossessiva nei confronti di Kotoko abbia termine, i due rimangono buoni amici fidati.
- Sudou (須藤; doppiatore nella serie CD: Mitsuo Iwata) - Allenatore e presidente del club di tennis. Ha provato un forte sentimento per Reiko sin dai tempi del college, ma non è mai riuscito a conquistarla né a confessarle apertamente il suo amore. Kotoko lo descrive come un ragazzo dalla doppia personalità: molto gentile ed affabile quando non tiene in mano la racchetta da tennis, ma una volta che la impugna diventa altresì un ambizioso e spietato competitivo, ai limiti della cattiveria agonistica (specialmente con Naoki, sebbene con lui perda in continuazione).
- Kataka Yuumi è l'ex-marito di Ye Sha. - Confida a Kotomi Irie la verità su sua moglie, mettendo così fine una volta per tutte alle bugie.
- Takendo Nakagawa (中川 武人) - Uno dei pochi ammiratori di Kotoko. La incontra al college e tenta d'avere un appuntamento con lei, ma alla fine si innamora di Ayako, la sorella minore di Reiko. Frequenta la facoltà di giurisprudenza.
- Ryo Takamiya (高宮 良) - Fidanzato ricco di Satomi, con cui più tardi si sposa. Essendo un ragazzo di natura molto obbediente, non ha passato di certo un bel periodo quando s'è trovato costretto a sfidar la madre che s'opponeva recisamente a che il suo matrimonio con Satomi si celebrasse: con un piccolo incoraggiamento da parte di Kotoko decide di seguir costi quel che costi il proprio cuore.
- Keita Kamogari (鴨狩 啓太) - Uno dei compagni di corso di Kotoko alla scuola per infermieri, un bel giovane coi capelli lunghi. È molto appassionato di nursing ed alle scienze infermieristiche in generale, e si innervosisce se non riesce a portare a termine i compiti che s'è prefisso. Naoki è geloso del rapporto amicale che vede tra lui e Kotoko, poiché all'inizio Keita prova pure a corteggiarla. Quando tuttavia si rende conto di quanto Kotoko e Naoki s'amino sinceramente, decide di desistere. Alla fine mentre lavora come stagista presso l'ospedale incontra Akiko, una ragazza portatrice di handicap e s'innamora felicemente ricambiato di lei.
- Funetsu (船津) - Rivale di Naoki alla scuola di medicina. È da sempre che prova a batterlo, ma non c'è ancora mai riuscito in quanto Naoki è più intelligente. Afferma di non voler uscire con nessuna ragazza, ma alla fine s'innamora d'una compagna di corso di Kotoko, Marina.
- Kimura Nobuhiro (阿諾 Non-chan nell'anime) - Diventa amico di Yuuki quando quest'ultimo viene ricoverato per un'appendicite, rimanendo il suo miglior compagno di giochi per tutto il tempo trascorso in ospedale. Questo ragazzo ha un problema ai reni e non può stare coi suoi genitori, perché praticamente vive in ospedale. Anni più tardi, i genitori divorziano ed egli riappare come un giovane e famoso cantante e modello conosciuto come Nobu (è andato a vivere da solo dopo che il padre ha avuto un figlio dalla nuova moglie)... ma non ha più alcuna fiducia o speranza nella vita. Questo finché Kotoko e Naoki gli restituiranno la fede e voglia di vivere, dandogli luminosità e facendolo tornare la persona gentile di prima che era.

## Episodi anime
| Nº | Titolo italiano (tradotto) Giapponese 「Kanji」 - Rōmaji                                                                | In onda           | In onda |
| Nº | Titolo italiano (tradotto) Giapponese 「Kanji」 - Rōmaji                                                                | Giapponese        |         |
| 1  | Scherzo del destino 「運命のイタズラ」 - Unmei no itazura                                                               | 4 aprile 2008     |         |
| 2  | Convivenza pericolosa 「アブない同居生活」 - Abunai dōkyo seikatsu                                                      | 9 aprile 2008     |         |
| 3  | Testimone d'amore 「恋のバトンタッチ」 - Koi no batontacchi                                                             | 16 aprile 2008    |         |
| 4  | Vacanze estive da batticuore 「ドッキドキな夏休み」 - Dokki doki na natsuyasumi                                         | 23 aprile 2008    |         |
| 5  | Il momento cruciale! La battaglia invernale della Sezione F! 「ガケっぷち! F組冬の陣」 - Gakebbuchi! F-gumi Fuyu no Jin | 30 aprile 2008    |         |
| 6  | Cioccolata, esami e la iettatrice 「チョコと受験と疫病神(やくびょうがみ)」 - Choco to Juken to Yakubyōgami              | 7 maggio 2008     |         |
| 7  | Un bacio dispettoso 「イジワルなKiss」 - Ijiwaru na KISS                                                                | 14 maggio 2008    |         |
| 8  | La vita da campus che ho tanto desiderato!? 「憧れのキャンパスライフ！?」 - Akogare no kyanpasu raifu!?                 | 21 maggio 2008    |         |
| 9  | Caccia all'appuntamento 「デートをねらえ！」 - Deeto o nerae!                                                           | 28 maggio 2008    |         |
| 10 | Addio tempi difficili 「さよならレイニー・デイ」 - Sayonara reinii・dei                                                 | 4 giugno 2008     |         |
| 11 | Bacio, bacio, bacio... in un sogno! 「夢でkiss・Kiss・Kiss」 - Yume de kiss・Kiss・Kiss                                 | 11 giugno 2008    |         |
| 12 | Cuori male accoppiati 「すれ違うハートたち」 - Surechigau haato tachi                                                   | 25 giugno 2008    |         |
| 13 | Periodo d'amore 「恋のピリオド」 - Koi no piriodo                                                                       | 2 luglio 2008     |         |
| 14 | Bacio fortissimo! 「最強のKiss」 - Saikyō no Kiss                                                                       | 9 luglio 2008     |         |
| 15 | Luna di miele da panico! 「ハネムーン・パニック！」 - Hanemūn・Panikku!                                                 | 16 luglio 2008    |         |
| 16 | Inseguendo la felicità 「追いかけてハッピネス」 - Oikake te happi nesu                                                  | 23 luglio 2008    |         |
| 17 | Una nuova faccia invidiabile 「ねたまれそうなNEWフェイス」 - Netama re sō na NEW feisu                                  | 30 luglio 2008    |         |
| 18 | Triangolo furioso 「不機嫌なトライアングル」 - Fukigen na toraianguru                                                   | 6 agosto 2008     |         |
| 19 | Crazy for You 「CRAZY FOR YOU」 - CRAZY FOR YOU                                                                         | 13 agosto 2008    |         |
| 20 | Il giuramento di Nightingale 「ナイチンゲールの誓い」 - Naichingeeru no chikai                                          | 20 agosto 2008    |         |
| 21 | Il ragazzo di vetro 「ガラスの少年」 - Garasu no shōnen                                                                 | 27 agosto 2008    |         |
| 22 | Il miglior regalo 「最高のプレゼント」 - Saikō no purezento                                                             | 3 settembre 2008  |         |
| 23 | Tu intorno a me 「キミ、メグル、ボク」 - Kimi, meguru, boku                                                             | 10 settembre 2008 |         |
| 24 | Felice carnevale d'amore 「ハッピー・ラブ・カーニバル」 - Happii Rabu Kaanibaru                                         | 17 settembre 2008 |         |
| 25 | Ciao di nuovo! 「ハロー・アゲイン」 - Haroo Agein                                                                       | 24 settembre 2008 |         |